# Heiko Paeth
Heiko Paeth (* 1970 in Neunkirchen) ist ein deutscher Geograph und Professor für physische Geografie an der Universität Würzburg.

## Leben
Paeth studierte von 1991 bis 1997 Geografie, Meteorologie und Geologie an der Rheinischen Friedrich-Wilhelms-Universität Bonn. Von 1997 bis 2000 promovierte er dort in Meteorologie mit Nebenfach Pedologie, war von 2000 bis 2005 am dortigen Meteorologischen Institut tätig und habilitierte sich auch dort. Er war kurzzeitig als Privatdozent am Geografischen Institut tätig. Seit dem Jahr 2006 ist er Professor für physische Geografie am Institut für Geografie und Geologie der Universität Würzburg.
Hier ist er seit 2007 Mitglied der fakultätsübergreifenden Arbeitsgruppe für e-Learning und blended learning, seit 2012 Mitglied der Kommission zur Förderung wissenschaftlichen Nachwuchses der Philosophischen Fakultät und seit 2016 Leiter des Instituts für Geografie und Geologie. Von 2009 bis 2021 war Paeth außerdem Mitglied der Kommission für Forschung, Nachwuchswissenschaftler und Transfer der Universität Würzburg.

## Wirken
Paeths Arbeit befasst sich insbesondere mit Klimaänderungen, saisonaler Klimavorhersage und Klimamodellierung, wobei die regionalen Schwerpunkte auf Mitteleuropa, dem Mittelmeerraum und Afrika liegen. Er weist insbesondere auf das Problem der Städte durch die fortschreitende globale Erwärmung hin: „Die heißen und trockenen Sommer der vergangenen Jahre haben dazu geführt, dass der Klimawandel auch in den Städten endlich stärker wahrgenommen wird. Denn in unseren Städten potenziert sich das Problem zukünftiger Hitzebelastung.“

## Engagement in der Forschung
- 2020–2023 Projektleitung des NUKLEUS – Verbundprojekts ReglKlim: Nutzbare Lokale Klimainformationen für Deutschland, Teilprojekt 4: Modellevaluierung und Bias-Adjustment, gefördert durch Drittmittel des BMBF und des Deutschen Zentrums für Luft- und Raumfahrt e.V. (DLR)
- 2023–2028 Projektleitung (mit Andreas Hotho und Stefan Dech) BigData@Geo 2.0 – From Data to Action mittels KI und Web-Lösungen im Nexus Klimawandel – nordbayerischer Agrarsektor, gefördert durch Drittmittel der Europäischen Union – Fonds für regionale Entwicklung[3]

## Veröffentlichungen (Auswahl)
- H. Paeth, K. Born, R. Girmes, R. Podzun und D. Jacob: Regional climate change in tropical and northern Africa due to greenhouse forcing and land use changes. In: Journal of Climate. Band 22, Nr. 1, 2009, S. 114–132.
- H. Paeth u. a.: Progress in regional downscaling of West African precipitation. In: Atmospheric Science Letters. Band 12, Nr. 1, 2011, S. 75–82.
- H. Paeth, G. Vogt, A. Paxian, Elke Hertig, S. Seubert und J. Jacobeit: Quantifying the evidence of climate change in the light of uncertainty exemplified by the Mediterranean hot spot region. In: Global and Planetary Change. Band 151, 2017, S. 144–151.

## Einzelbelege
1. 1 2 3  Klimaschutz – Anspruch und Realität: „Klimawandel nicht mehr gänzlich abzuwenden“. heute.de, 9. Februar 2019, archiviert vom Original am 28. April 2019.
2. 1 2 3  Institut für Geographie und Geologie – Univ.-Prof. Dr. Heiko Paeth. Universität Würzburg, abgerufen am 19. September 2023.
3. ↑  BigData@Geo — Team. Abgerufen am 19. September 2023.

| Personendaten    | Personendaten                         |
| ---------------- | ------------------------------------- |
| NAME             | Paeth, Heiko                          |
| KURZBESCHREIBUNG | deutscher Geograf und Hochschullehrer |
| GEBURTSDATUM     | 1970                                  |
| GEBURTSORT       | Neunkirchen                           |